# Looks That Kill (película)
Looks That Kill es una película estadounidense escrita y dirigida por Kellen Moore. La película está protagonizada por Brandon Flynn, Julia Goldani Telles y Ki Hong Lee.
La película fue lanzada digitalmente el 19 de junio de 2020.

## Trama
La historia gira en torno a Max Richardson, de dieciséis años, que se ve obligado a vivir con un rostro letalmente atractivo hasta que conoce a Alex, una chica con su propia y extraña enfermedad que lo ayuda en su búsqueda del autodescubrimiento, sin matar accidentalmente a nadie. Alex sufre una rara enfermedad cardíaca que hace que su corazón crezca —cardiomegalia— si siente alguna emoción —felicidad-ira-tristeza-celos—, porque no puede procesarlas. Si crece demasiado, dejará de funcionar. Los dos se conocen después de que él mata accidentalmente a su último terapeuta. Max quiere saltar de un puente para suicidarse, pero Alex lo convence diciéndole: «Tú saltas, yo saltaré». Él la persigue y una búsqueda de una semana lo lleva a la parada de autobús.
Ambos comienzan a sentir cosas por el otro, con Alex incluso llevándolo a un lugar que nunca le ha mostrado a nadie más; la casa de retiro en la que trabaja como voluntaria. Una amiga suya que reside en la casa, Esther, está escribiendo una novela sobre su descenso a la enfermedad de Alzheimer. Su romance comienza a debilitarse después de que en un baile escolar donde algunos matones le arrancan la máscara a Max y mata a la última novia de su mejor amigo. 
Lo arrestan pero sale de prisión, y pasa los últimos días de Alex con ella porque su corazón comienza a fallar debido a su negativa a seguir tomando su medicación. Después de que ella muere, se convierte en un ángel de la muerte, concediendo la eutanasia a todos los que la soliciten.

## Elenco
- Brandon Flynn como Max
- Julia Goldani Telles como Alex
- Ki Hong Lee como Dan
- Annie Mumolo como Jan
- Peter Scolari como Paul
- Priscilla Lopez como Esther
- Monique Kim como Yu Shen
- Susan Berger como Rosemary

## Producción
En marzo de 2018, Brandon Flynn, Julia Goldani Telles y Ki Hong Lee obtuvieron los papeles principales de la película, con Kellen Moore debutando como directora, quien también escribió el guion.

## Estreno
En abril de 2020, se anunció que Gravitas Ventures había adquirido los derechos de distribución de la película para lanzar la película digitalmente el 19 de junio para la película en medio de la pandemia de COVID-19. Se lanzó a través de plataformas de vídeo bajo demanda, incluidas Amazon e iTunes.